# Сатомура, Мэйко
Мэйко Сатомура (яп. 里村 明衣子, род. 17 ноября 1979 года, Ниигата, Япония) — японская рестлерша, основательница промоушена Sendai Girls' Pro Wrestling. В настоящее время выступает в WWE, где является бывший и финальной чемпионкой NXT UK среди женщин.

## Карьера

### Gaea Japan (1995—2005)
Дебют Сатомура в профессиональном реслинге состоялся в женском промоушене Gaea Japan 15 апреля 1995 года боем против Соноко Като, завершившимся победой Сатомура. 2 ноября 1996 года Сатомура и Като в парном бою победили Шугар Сато и Тикаё Нагасима, выиграв титул чемпионок мира в командных боях по версии AAAW. Сатомура удостаивалась этого титула ещё дважды в парах с Аяко Хамада и Тикаё Нагасима; на её счету также два титула чемпиона мира в одиночном бою. Титул она потеряла 3 апреля 2005 года после поражения от Адзя Конг, а 10 апреля после поединка Сатомура против тренера Тигуся Нагаё, завершившегося победой ученицы, промоушен прекратил своё существование.

### World Championship Wrestling (1996—1997)
В 1996 году Сатомура дебютировала во всемирно известном промоушене World Championship Wrestling благодаря сотрудничеству Gaea Japan с WCW и стремлению создать женский дивизион. Сатомура выступила в женском чемпионате WCW с участием восьми рестлеров и проиграла в первом же раунде Акире Хокуто, победившей в чемпионате. В другом женском чемпионате Сатомура снова проиграла в первом раунде будущему победителю — Тосие Уэмацу. Вплоть до прекращения сотрудничества Сатомура выступала в WCW.

### Sendai Girls' Pro Wrestling (с 2006)
Вместе с Дзинсэем Синдзаки Мэйко Сатомура основала новый промоушен Sendai Girls' Pro Wrestling. 23 сентября 2009 года она приняла участие в турнире Splash J & Running G с Каору и Томоко Кудзуми: в полуфинале в командных боях команда Сатомуры победила команду, куда входили Динамит Кансай, Макие Нуамо и Ясуко Курагаки, а в финале взяла верх над командой Хикари Фукуока — Канако Мотоя — Соноко Като.

### Chikara (2012, 2016—2017)
В мае 2012 года Сатомура дебютировала в промоушене Chikara, выступив также на турнире King of Trios. В 2016 году Сатомура вместе с Кассандрой Мияги и Дэш Тисако выиграла турнир; их представили в числе участников турнира 2017 года.

### WWE (2018)
27 июля 2018 года WWE сообщил, что Мияко Сатомура выступит на турнире Mae Young Classic. По ходу турнира Сатомура выбила таких противниц, как Киллер Келли, Мерседес Мартинес и Лэйси Лейн, и проиграла в полуфинале Тони Шторм.

#### NXT UK (2020–н.в.)
27 октября 2020 года стало известно, что Сатомура подписала контракт с WWE и будет работать в качестве рестлера и тренера в NXT UK.

## Вне реслинга
Снималась в 2000 году в документальном фильме BBC «Девушки Gaea» (режиссёры Ким Лонгинотто и Джейно Уильямс).

## Темы
- Rock Your Life Away[2]

## Коронные приёмы[2]
- Бомба Долины Смерти (Death Valley Bomb)
- Восход Скорпиона (Сияющий волшебник)
- Дудзигатамэ
- Удар ногой через голову

## Достижения
- Chikara
  - Чемпионка King of Trios[англ.] (2016) — в команде с Кассандрой Мияги и Дэш Тисако[англ.][2][12]
- DDT Pro-Wrestling
  - Абсолютная чемпионка KO-D[англ.] (1 раз)
  - Командная чемпионка KO-D (6 человек)[англ.] (1 раз) — в команде с Титиро Хасимото[англ.] и Дэш Тисако[англ.]
- Fight Club: PRO
  - Чемпионка (1 раз)[2][13]
- Gaea Japan[англ.]
  - Всеазиатская личная чемпионка[англ.] (2 раза)[2]
  - Всеазиатская командная чемпионка[англ.] (3 раза) — в команде с Соноко Като[англ.], Аяко Хамада[англ.] и Тикаё Нагасима[англ.][2]
  - Победитель Кубка Hustling Cup (1996)[2][14]
  - Победитель High Spurt 600 (1998, 2001)[2][15][16]
  - Чемпионка Splash J & Running G (1995) — с Каору[англ.] и Томоко Кудзуми[17]
- Progress Wrestling
  - Чемпионка мира (1 раз)
- Sendai Girls' Pro Wrestling[англ.]
  - Чемпионка мира[англ.] (1 раз)[18]
  - Победительница Joshi Puroresu Dantai Taikou Flash Tournament (2011) — с Дэш Тисако[англ.], Хирен, Кагэцу, Мияко Морино[англ.], Рё Мидзунами и Сэндай Сатико[англ.][19]
- Tokyo Sports[англ.]
  - Лауреат Гран-При Joshi Puroresu (2013)[20]
- Westside Xtreme Wrestling
  - Победительница Femmes Fatale Tournament (2018)
- World Wonder Ring Stardom
  - World of Stardom Championship[англ.] (1 раз)[21]
  - Лучший матч (2015) 23 декабря 2015, против Ио Сирай[22]
- WWE
  - Чемпион NXT UK среди женщин (1 раз, финальная)[23][24]